# Бёттихер, Эрнст
Эрнст Карл А́вгуст Кри́стиан Ри́хард Бёттихер (нем. Ernst Carl August Christian Richard Boetticher; 30 июля 1842, Дюссельдорф — 1 февраля 1930, Бланкенбург [Гарц]) — военнослужащий прусской армии, журналист, более известный как оппонент Генриха Шлимана.
Начав карьеру военного в 18-летнем возрасте, Эрнст Бёттихер участвовал в австро-прусской и франко-прусской войнах, был награждён Железным крестом второго класса. В 1876 году вышел в отставку в чине гауптмана. Учился в Берлинском университете, перебирал ряд специальностей (политика, политическая экономия, история, философия). Заинтересовавшись археологией, в 1885 году был избран членом Берлинского археологического общества, из которого был исключён в 1889 году. Основным его занятием после отставки была журналистика.
В начале 1880-х годов Бёттихер выпустил ряд публикаций, касающихся археологии, этнографии и политики. Получил скандальную известность статьями, в которых доказывал, что находки Шлимана на Гиссарлыке представляют собой «огненный некрополь» (нем. Feuernekropole), а не собственно древний город. Активная позиция отставного офицера привела к организации двух Гиссарлыкских конференций (декабря 1889 и марта 1890 года), участники которых подписали протокол, подтверждающий, что раскопанные Шлиманом древние города являются сменяющими друг друга поселениями. После смерти Шлимана, Бёттихер по крайней мере до 1911 года публиковал статьи и книги в защиту своей идеи, заработав репутацию «безумного учёного».
Научная биография Бёттихера была издана лишь в 2009 году. В немецкой историографии XXI века проводится сопоставление стратегий саморекламы и продвижения своих теорий, разрабатываемых Шлиманом и Бёттихером, которые в равной степени признаются дилетантами в археологии. Однако для Генриха Шлимана самогероизация через общественное мнение и средства массовой информации была необходима для признания в академической среде и смены профессиональной деятельности — превращения из купца в учёного-археолога. При этом он пользовался консультациями высокопрофессиональных учёных и специалистов, таких как Рудольф Вирхов и Вильгельм Дёрпфельд, активно учился у них. Бёттихеру никогда не удавалось преодолеть грань, отделяющую учёного от дилетанта, он не был способен воспринимать критику, что привело его к пропаганде «теории заговора» и забвению.

## Биография

### Военная карьера

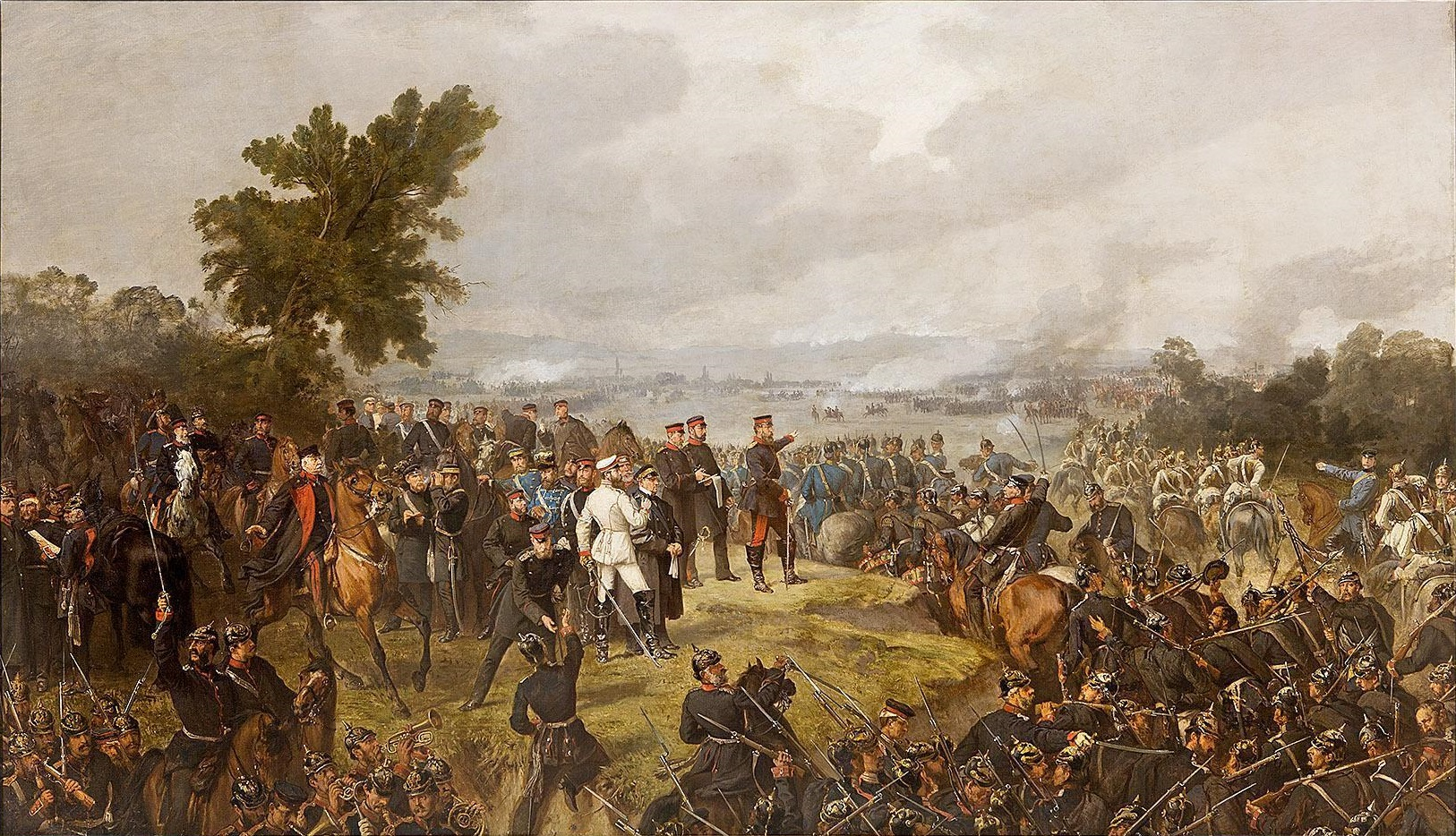
Хейден, Отто. Силезская армия утром битвы при Кёнингреце 3 июля 1866 года. 1870, холст, масло. 165 см × 283 см

В отличие от Генриха Шлимана, чья биография документирована подробнейшим образом, жизнеописание Эрнста Бёттихера фрагментарно. Вдобавок, множество архивов, в которых возможно было отыскать некоторые сведения, погибли во время Второй мировой войны. Эрнст Карл Август Кристиан Рихард Бёттихер родился 30 июля 1842 года в Дюссельдорфе, в семье Иоганна Августа Вильгельма Бёттихера и Вильгельмины Йоханны Элизабет, урождённой Шульц. У Эрнста был брат Герман, о котором больше ничего не известно. Отец был владельцем типографии и издателем, в 1853 году он сделался бургомистром Отвайлера, а в 1860 году был назначен окружным головой в Зигмарингене и в том же году скончался. В 1860 году Эрнст Бёттихер окончил Дюссельдорфскую гимназию и вступил в армию в чине аспиранта в Восьмую Рейнскую артиллерийскую бригаду. В 1861—1864 годах он обучался в Берлинской Объединённой артиллерийско-инженерной школе, в 1862 году был повышен до младшего лейтенанта и после выпуска назначен в гаубичную батарею Восьмой артиллерийской бригады, расквартированной в Юлихе. После её расформирования Бёттихер был переведён в Кёльн в батарею Второй пехотной бригады. Эта батарея участвовала в Австро-прусской войне, в частности, Бёттихер сражался в битве при Кёнингреце 3 июля 1866 года. 12 сентября его подразделение было возвращено в Кёльн. Зимой 1867—1868 годов его переместили адъютантом командира Третьего пехотного полка в Кобленц. В 1869 году переведён в Кёльн, повышен до премьер-лейтенанта и назначен в пехотное отделение Рейнского артиллерийского полка.
Об участии Бёттихера во Франко-прусской войне сохранилось мало сведений. Его полк был развёрнут на двух разных театрах боевых действий: часть участвовала в боях на севере Франции, другая часть использовалась для усиления осадной артиллерии. Вероятно, Эрнст был назначен в осадную батарею. В конце сентября 1870 года он числился в списках четвёртой роты капитана Каульбаха, и 17 октября вместе с сослуживцами прибыл в Париж. Далее в его служебном формуляре следует пробел, известно лишь, что 6 января 1871 года он занял место раненого капитана Рихарда Хоффмана фон Вальдау, командира шестой роты осадного артиллерийского полка гвардии. 27 января датирован приказ о награждении командира батареи на высотах Мулен-де-ла-Тур Эрнста Бёттихера Железным крестом второго класса. За время войны этой награды было удостоено 510 человек. Хотя в некрологе упоминалось, что у Эрнста Бёттихера были и другие награды, никаких документальных подтверждений этому не сохранилось. Удостоился он и чести маршировать в параде победы перед наследником престола. После реорганизации прусской армии Бёттихер был переведён в состав Рейнского крепостного артиллерийского полка, который в 1873 года базировался в Меце. В 1874 году он был повышен в чине до гауптмана и назначен ротным командиром. В 1876 году 34-летний Эрнст Бёттихер был отправлен в отставку с пенсионом и правом ношения мундира, на чём завершилась его военная карьера. Причины его отставки не могут быть установлены, поскольку военный архив Пруссии был уничтожен во время бомбардировки Потсдама в 1945 году.

### Журналист
После отставки Бёттихера, вплоть до 1881 года не существует никаких документальных свидетельств его местопребывания. Из косвенных данных следует, что он обосновался в столице не ранее 1880 года, и совершил несколько длительных поездок, во время которых работал в музеях Касселя, Веймара, Готы, Лейпцига, Дрездена, Бреслау, Нюрнберга и Мюнхена. По состоянию на 1881 год он обучался в Берлинском университете, получив высшие баллы по политике и истории (курс профессора Генриха фон Трейчке), политической экономии (профессор Адольф Вагнер) и по философии (профессор Фридрих Паульсен). 20 июня 1885 года Бёттихер сделался действительным членом Берлинского археологического общества, в котором состоял до 1 ноября 1889 года. Судя по корпусу его переписки, Эрнст Бёттихер был образованным человеком, владевшим английским и французским языками, а также в некоторой степени способным говорить по-итальянски. Классическими языками он владел, по крайней мере, в объёме гимназического курса.
В начале 1880-х годов Эрнст Бёттихер обратился к журналистике, печатаясь под псевдонимом «Отто фон Вайлер» (возможно, по созвучию с Отвайлером, бургомистром которого был его покойный отец). Около 1882 года он заинтересовался проблемой интерпретации шлимановских раскопок на Гиссарлыке, что совпало и с его академическими публикациями. В 1883 году в «Zeitschrift für Ethnologie» вышла его статья о типологии так называемых «лицевых урн» — погребальных сосудов с изображениями лиц людей и животных. В январе 1884 году Бёттихер был назначен редактором отдела «Смесь» в журнале «Zeitschrift für Museologie und Antiquitätenkunde», а после смерти главного редактора Иоганна-Георга Грессе (последовавшей 27 августа 1885 года) принял руководство изданием. Впрочем 31 декабря 1885 года журнал был закрыт. По-видимому, Бёттихер создал себе негативную репутацию из-за конфликта с Рудольфом Вирховым; в 1889 году он отказался платить членские взносы в Берлинское археологическое общество, и, согласно уставу, был исключён. Сохранившаяся переписка 1884—1888 годов между Бёттихером и редакциями некоторых журналов, особенно этнографического «Das Auslands», свидетельствует, что многие его рукописи (в том числе статьи о немецких богах и героях) отклонялись и возвращались автору.

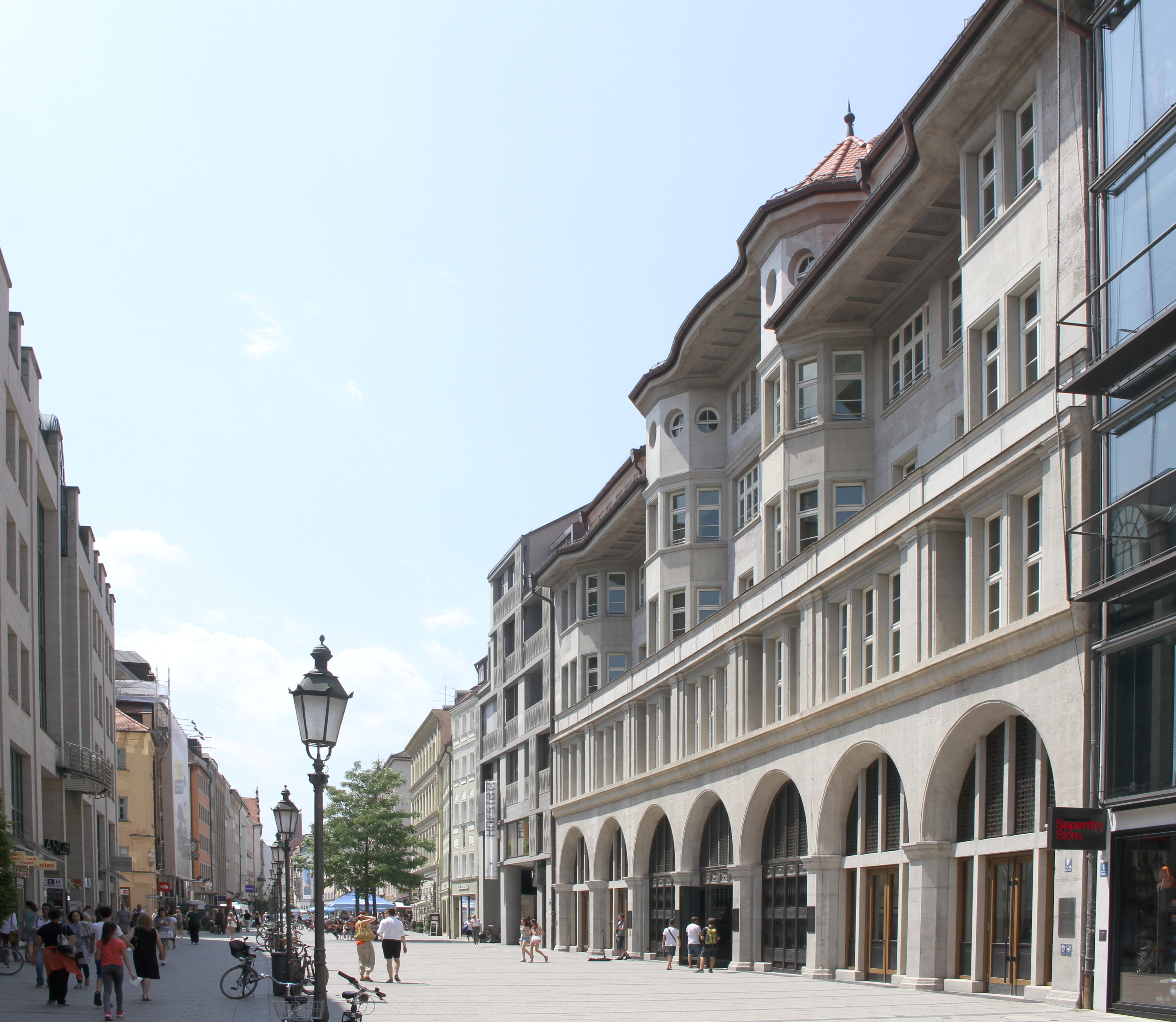
Здание редакции газеты «Münchner Neueste Nachrichten» на улице Зендлингер Штрассе в Мюнхене

Судя по адресным книгам, в период с лета 1887 по осень 1889 года Бёттихер жил в Мюнхене, где квартировал в доме № 21 по Максимилианштрассе. Его многочисленные публикации этого периода охватывают широчайший круг вопросов: от фаюмских портретов до обзоров выставок современной живописи. В области археологии он прославился скандальной историей с теорией неглазурованной керамики: отстаивая нефункциональность подобных изделий, Бёттихер доказывал, что образцы египетских или античных неглазурованных керамических сосудов — это поздняя имитация, непригодная для повседневного использования. Это привело к некоторым трениям из-за дарения девяти сосудов Королевскому Баварскому музею. В современных каталогах они обозначаются как «древнегерманские».
Не позднее времени пребывания в Мюнхене, Эрнст Бёттихер вступил в ряды Ассоциации немецких писателей. Сохранились документы от апреля 1889 года, когда при подтверждении выплаты Бёттихеру пенсии, последовал запрос в Ассоциацию. Переписка с Шлиманом и Дёрпфельдом велась через редакцию газеты «Münchner Neueste Nachrichten». Между 1—6 декабря 1889 года в Троаде была проведена первая Гиссарлыкская конференция, после окончания которой Бёттихер переехал в Берлин, о чём свидетельствует переписка 1—3 марта 1890 года. Руководство Берлинской королевской библиотеки отказывалось предоставлять отставному гауптману книги на дом и требовало рекомендаций, на что Бёттихер заявил, что его публикации в области культуры, археологии и искусствоведения дают ему более чем достаточную известность. Сохранилась и переписка с австрийским археологом Отто Бенндорфом, которая свидетельствует, что Бёттихер занимался вопросами троянской археологии, не связанными с его полемикой со Шлиманом. В 1892 году Отто Крузиус отклонил статью Бёттихера о географических локациях Трои и Тимбры, о чём свидетельствует письмо автора с благодарностями за подробный разбор ошибок. В 1896 году, судя по данным переписки, Бёттихер гостил у своего армейского друга в Потсдаме, а также обменялся гневными письмами с руководством Берлинской библиотеки, которое взыскало с него пеню за просрочку абонемента на четыре месяца, поскольку максимальный срок пользования книгой не превышал двух месяцев. В том же году в «Münchner Neueste Nachrichten» Бёттихер опубликовал статью, в которой ратовал за возобновление добычи золота на античных месторождениях Фасоса. В 1896 году он был принят в редакцию ежедневной газеты «Hamburger Nachrichten», в которой работал, по крайней мере, до 1903 года.
26 апреля 1898 года Эрнст Бёттихер женился на Анне Марте Видман, родившейся в 1866 году. Её отец — поэт Кристиан Видман — к тому времени скончался; Анна и её мать Шарлотта были соседями журналиста. Супруги Бёттихер, судя по адресным книгам, жили в Берлине до весны 1914 года. Тёща Эрнста скончалась не позднее 1900 года. Глава семьи продолжал зарабатывать журналистикой, а немногие сохранившиеся письма свидетельствуют, что его интересы остались неизменными. Весной 1914 года супруги переехали в Бланкенбург в Гарце, откуда в июне Эрнст отправил последнее из сохранившихся писем Ульриху фон Виламовиц-Мёллендорфу. В дальнейшем, вероятно, в силу возрастных изменений, Бёттихер отошёл от интеллектуальной деятельности. О последних полутора десятилетиях его жизни неизвестно ничего. Он скончался 1 февраля 1930 года в больнице Бланкенбурга от инсульта, в 87-летнем возрасте. 5 февраля тело было кремировано в Кведлинбурге, а урна с прахом помещена на городском кладбище Бланкенбурга. Анна Бёттихер покинула Бланкенбург в 1933 году, её дальнейшая судьба неизвестна, поскольку отступающие нацистские войска в апреле 1945 года сожгли городской архив.

## Полемика Эрнста Бёттихера и Генриха Шлимана

### Первый период (1883—1887)

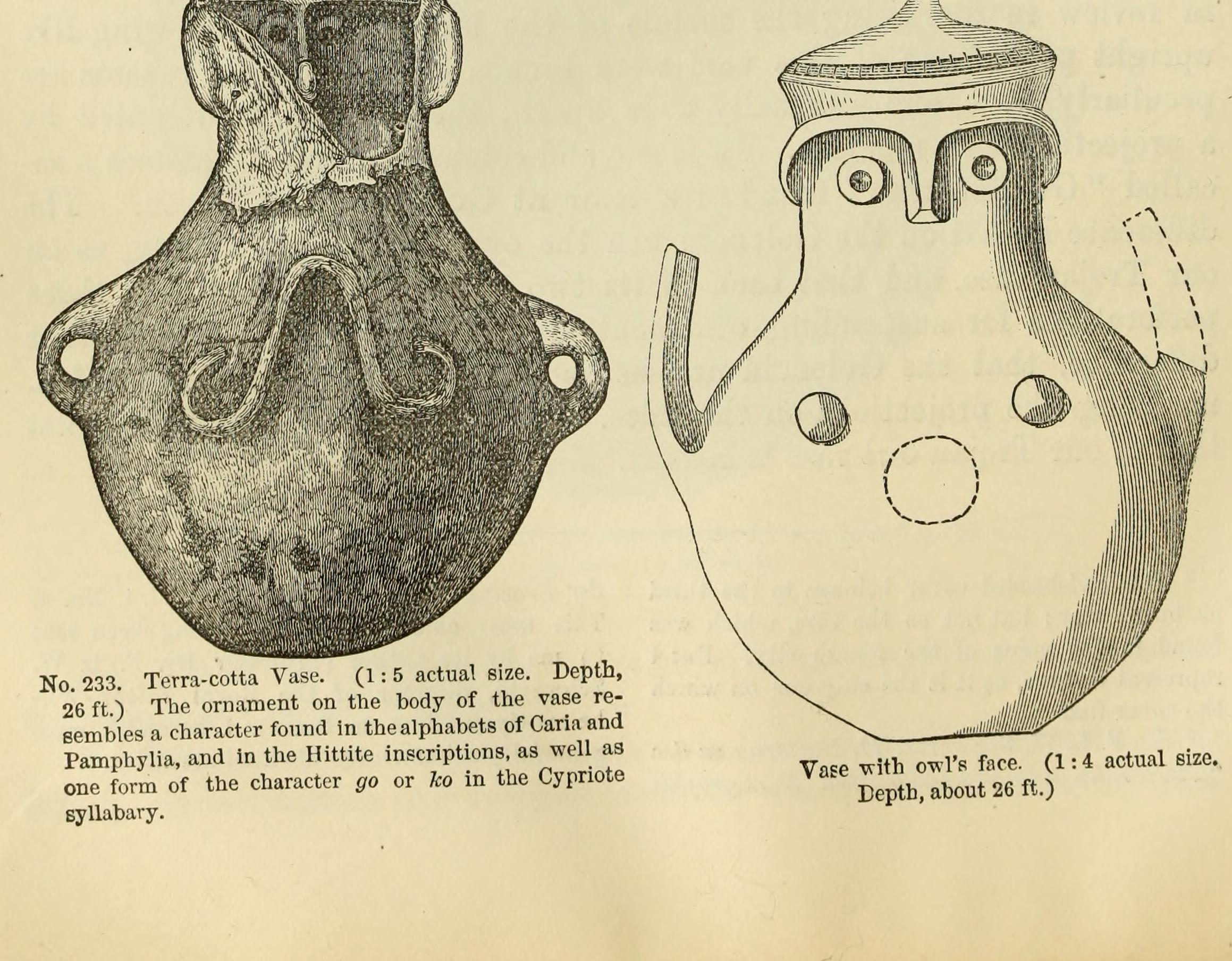
Археологические иллюстрации из книги Г. Шлимана «Илион». Справа — прорисовка лицевой вазы с изображением совы

В конце 1882 года Генрих Шлиман выпустил в свет обобщающую монографию «Илион». В своей рецензии, напечатанной в журнале «Das Auslands» 17 декабря 1883 года, Бёттихер обратил внимание, что на стратиграфических планах, составленных для Шлимана Эмилем Бюрнуфом, были обозначены многочисленные каморки без дверей, соединённые общим коридором. Сопоставив эти данные с описаниям мощного пласта древесной золы и множественными находками урн, содержащими человеческий пепел без костей (сам Шлиман считал, что это соотносится с данными о кремировании у Гомера), Бёттихер пришёл к заключению, что был найден не гомеровский город, а «огненный некрополь» — культовый центр, в котором производилась кремация всех умерших в регионе Троады. Эрнст Бёттихер проводил аналогии с современным ему крематорием фирмы Siemens в Готе. Температура при сожжении была настолько велика, что кости полностью обращались в прах, образуя мелкий белый или голубоватый пепел. Журналист аргументировал свою правоту ещё и тем, что в находках не было представлено никаких эпиграфических памятников и текстов, а предметы, интерпретированные Шлиманом и его сотрудниками как бытовые, были слишком грубо исполнены для использования в повседневной жизни. Сам Шлиман никогда не связывал найденные на раскопках пифосы с обрядом погребения. Обнаруженные кухонные кучи Бёттихер также увязывал со своей теорией, поскольку априори предполагал, что древние троянцы не стали бы накапливать кухонный мусор в своих домах. Наличие многочисленных археологических слоёв на Гиссарлыке он отрицал, считая культурный слой однородным. Он также обратил внимание, что обнаруженный Шлиманом город был очень маленьким, при этом наличие городских стен также не было доказано. То есть Бёттихер считал, что в найденном Шлиманом городе не было «посада». В полемическом запале Бёттихер раскритиковал археологические планы и иллюстрации Шлимана и Дёрпфельда, объявив их фальсификацией. Рассматривая истоки полемики, М. Завадиль заметила, что первая публикация Бёттихера относительно функций «лицевых урн» с изображением совы, помещённая в журнале «Zeitschrift für Ethnologie», была замечена Шлиманом, о чём свидетельствует письмо Вирхову от 29 ноября 1883 года. Причины, по которым Бёттихер избрал объектом своей критики единственную монографию «Илион», и не пытался разбирать более ранние публикации Шлимана, едва ли удастся установить. Микаэла Завадиль предположила, что Бёттихер мог заимствовать идею некрополя из описания раскопок Урука У. Лофтусом, который считал городище одним большим захоронением
Из переписки Бёттихера можно выяснить время обращения его к троянской тематике, а также обстоятельства выпуска рецензий и критических заметок. Ещё в ноябре 1882 года отставной гауптман обращался к Карлу фон Котта с обзором раскопок Шлимана и был отвергнут, «поскольку археологическая полемика со Шлиманом не может рассчитывать на большую аудиторию». Далее Бёттихер обратился к Д. Коллину, владельцу книжного магазина I. Guttentag, который привлёк к разбору рукописи «Анти-Илиона» компетентных рецензентов, в том числе Э. Хюбнера и филолога-классика К. Бельгера. Предположительно, рукопись читал и Вильгельм Дёрпфельд, который как раз находился в Берлине. Практически все они не рекомендовали статью к печати, а Бельгер отметил, что рациональное ядро в аргументации нивелируется дилетантизмом автора. Статья была принята к публикации только после обращения к главному критику Шлимана того времени — филологу-классику Эмилю Брентано (Emil Brentano [1841—1883]).

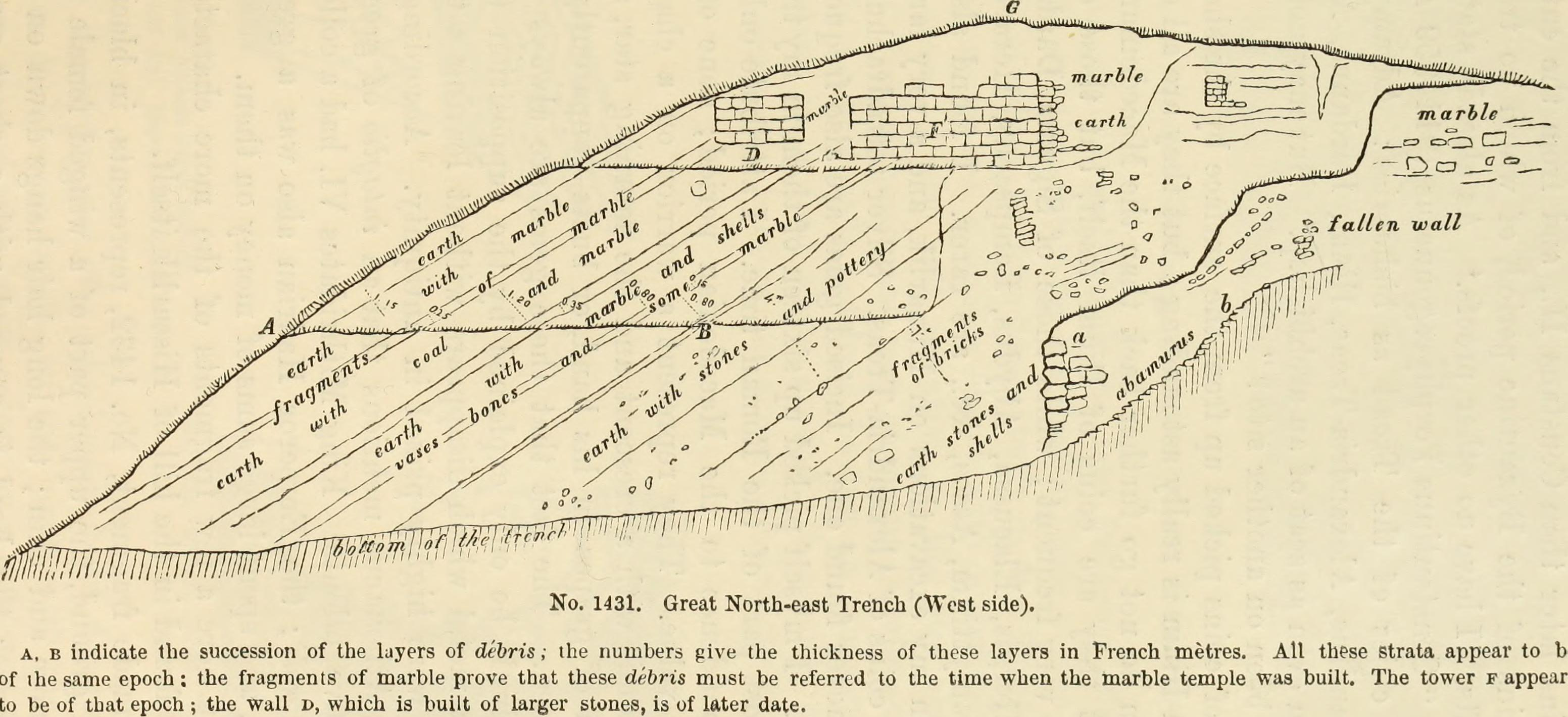
Стратиграфия Гиссарлыкского холма. Схема 1882 года из книги «Илион»

22 января 1884 года Шлиман написал длинное письмо Рудольфу Вирхову, поскольку был явно обеспокоен бёттихеровскими интерпретациями, которые назвал «безумными», и перечислил 17 ошибок, допущенных рецензентом. 31 января Вирхов ответил, что публикация имела право на существование и в некоторых пунктах гауптман «в некоторой степени был прав» и нет никакого основания предполагать его «злонамеренность». Издатель Шлимана — Брокгауз — в послании от 20 февраля извещал его, что не собирается принимать никаких рукописей от Бёттихера, но считал, что Генрих чрезмерно драматизирует ситуацию. На заседании Берлинского антропологического общества 16 февраля 1884 года Р. Вирхов прочёл специальный доклад с разбором гипотезы «Гиссарлыка как огненного некрополя» и в результате опроверг всю аргументацию Бёттихера. Ответ ему Эрнст поместил в газете «Kölnische Zeitung» в начале марта. О продолжении полемики Шлиман узнал только в июне, поскольку был занят на раскопках Тиринфа. По поручению Шлимана, осенью 1884 года В. Дёрпфельд подготовил новый ответ, который был напечатан в венской газете «Neue Freie Presse» и в «Münchner Allgemeine Zeitung». Единственным моментом правоты Бёттихера оказалось то, что стены «второго города» (на Гиссарлыке в то время было интерпретировано шесть поселений, начиная от материка, а не семь) были из кирпича-сырца, который был обожжён во время пожара. Параллельно Шлиман прочитал доклад на съезде Германского антропологического общества в Бреслау (6 августа 1884 года), в котором отчитался о раскопках в Тиринфе, проводил параллели между новыми находками, и теми, что были совершены на Гиссарлыке. Имя Бёттихера он не упомянул ни разу, но в его докладе хватало полемических намёков. В ответ Эрнст Бёттихер выпустил ещё две публикации, в которых предложил интерпретировать находки в Тиринфе как огненный некрополь, утверждая, что у археологов не существует прямых доказательств, что это было именно поселение.
Активность Бёттихера привела к расширению масштабов полемики. В начале 1885 года общий обзор аргументации Шлимана и его оппонента был помещён в «Revue Archéologique». Автор статьи — С. Рейнах — отметил, что у него нет оснований сомневаться в добросовестности проделанной Бёттихером работы. Л. Клейн писал, что учёный мир на первых порах поддерживал аргументацию Бёттихера из-за навязчивой саморекламы Шлимана и сомнений в его компетентности как археолога. На съезде Германского антропологического общества в Карлсруэ (6—9 августа 1885 года) Шлиман, вновь не называя имени Бёттихера, прочитал большой доклад о раскопках входа в цитадель Тиринфа — так называемой Западной лестницы. В своих новых публикациях Бёттихер утверждал, что огромные глыбы, найденные Дёрпфельдом и Шлиманом, аналогичны блокам, которые запирают входы в египетские пирамиды, чтобы сделать доступ максимально затруднительным. Далее Эрнст Бёттихер вернулся к своей идее, что неглазурованные пифосы, в изобилии найденные и на Гиссарлыке, и в Тиринфе, пропускали жидкости, такие как вино и оливковое масло, и могли использоваться если не для трупоположения, то для хранения пепла, оставшегося после кремации. Шлиман обратился к Эрнсту Фабрициусу, который проверил герметичность античных пифосов, наливая туда воду, но в полемике участвовать отказался. Как и Вирхов, он успокаивал Шлимана, что профессионалы не могут принимать теории Бёттихера всерьёз.

### Второй период: Гиссарлыкские конференции 1889—1890 годов

#### Предыстория: конгрессы в Вене и Париже

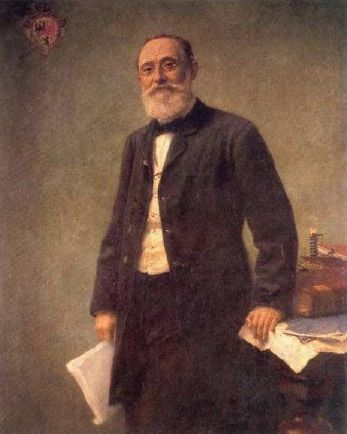
Гуго Фогель. Портрет Рудольфа Вирхова

В переписке Шлимана тема теорий Бёттихера вновь появилась в марте 1889 года, когда готовилось открытие Венского музея естественной истории (оно состоялось 10 августа). Руководить церемонией должен был Р. Вирхов, ожидалось и присутствие «вечно разгневанного» Бёттихера как корреспондента, поскольку к открытию был приурочен конгресс археологов и антропологов. Официальное приглашение Шлиман получил 26 мая 1889 года, но на конференцию не поехал. К тому времени он был вынужден отказаться от идеи исследований на Крите, тогда как Бёттихер настаивал на создании международной независимой комиссии для перепроверки раскопок в Трое. В основу требования он положил свою идею о сокрытии следов огненного некрополя, совершённого Шлиманом и Дёрпфельдом. Шлиман в частной переписке называл эти идеи «ужасной мерзостью» (нем. furchtbaren Greuel), и «высокомерной чушью», возмущаясь активностью Бёттихера, который никогда не был на Востоке и не занимался полевыми исследованиями. В июне 1889 году благодаря Вирхову Бёттихер опубликовал статью, в которой доказывал на основе раскопок Колдевея, что огненные некрополи существовали в Вавилонии, что крайне деморализовало Шлимана. Речь шла об экспедиции Королевских прусских музеев в Месопотамию 1886—1887 годов (на территорию нынешнего юго-восточного Ирака). В «Zeitschrift für Assyriologie» Колдевей напечатал отчёт о раскопках, в котором Бёттихер обнаружил подтверждение своей теории огненного некрополя: были найдены узкие улицы и сплошные проходы, террасы, окружённые маленькими помещениями, а также сосуды, напоминающие античные пифосы. М. Завадиль отмечала, что новые интерпретации находок и фотографий показали, что Колдевей обнаружил храмовые террасы обычного вавилонского типа; пифосы служили для жертвенных захоронений внутри жилищ, также стандартных для ближневосточных цивилизаций. Сам Бёттихер написал Колдевею благодарственное письмо (27 июля 1888 года), в котором заявил, что Колдевей (за вычетом приоритета открытия «огненных некрополей») полностью подтвердил то, что сам Эрнст «прозревал духовным оком в находках из Гиссарлыка». Колдевей немедленно отправил в журнал заметку, в которой отмежёвывался от теории огненного некрополя, и разъяснял, что использовал это сочетание слов в техническом смысле. Больше он не переписывался с Бёттихером напрямую. Журналист попытался связаться с ним через Георга Эберса, с которым они, по-видимому, были знакомы по Мюнхенской ассоциации писателей.
В 1889 году Бёттихер опубликовал первую часть большой статьи, в которой доказывал существование огненных некрополей в Троаде и в Вавилонии (вторая часть которой так и не увидела свет). Публикация на французском языке была снабжена предисловием бельгийского ориенталиста де Арлеза, поскольку немецкие издатели отказались её печатать. Копию статьи он отправил директору Османского музея Хамди-бею, настаивая на проведении независимых от Шлимана раскопок на Гиссарлыке. В конце концов терпение лопнуло даже у Вирхова, который стремился к максимальному разнообразию мнений, и он публично подверг критике теории Бёттихера на Венском археологическом съезде. В ответ гауптман прислал учёному резкое письмо, которое тот не стал читать и более не имел с ним никаких дел. По совету Дёрпфельда, Шлиман принял решение провести на Гиссарлыке международную конференцию, пригласив на неё самого Бёттихера, чтобы тот убедился в полной ошибочности своих заявлений. Более того, он брался оплатить гауптману проезд. Именно Дёрпфельд отправил Бёттихеру личное приглашение, которое продублировал в статье, вышедшей в газете «Berliner Nationalzeitung» 23 августа. Дёрпфельд объявил, что сам покажет все раскопки и разъяснит залегание археологических слоёв.
19 августа 1889 года в Париже состоялось торжественное открытие X Международного конгресса антропологов, историков и этнографов, на котором присутствовал лично Шлиман, а Бёттихер прислал 150-страничную рукопись, в которой связывал находки на Гиссарлыке с общеазиатским культом предков. Её нынешнее место хранения неизвестно. Это был расширенный вариант статьи, отвергнутой в предыдущем году редакцией «Internationales Archiv für Ethnologie». Шлиман лично объявил на секции, что Бёттихер приглашён на раскопки; его теории на съезде не рассматривались. Впрочем, в переписке с Брокгаузом он выражал надежду, что Бёттихер не согласится ехать, поскольку на руинах реальной Трои «его воображаемый некрополь испарится».

#### Первая Гиссарлыкская конференция

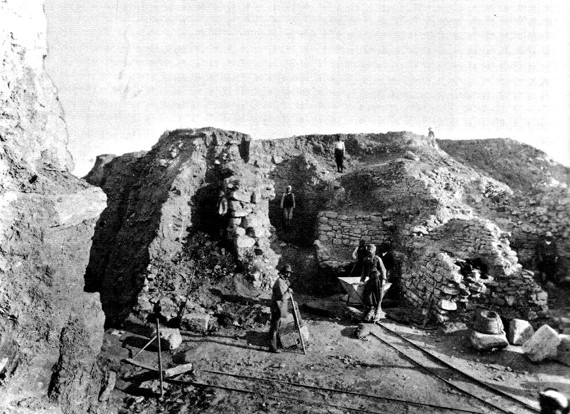
Фото летних раскопок в Трое 1890 года. Хорошо видна сухая кладка древних построек и ручные вагонетки для вывоза отвальной породы по узкоколейке

2 сентября 1889 года Бёттихер получил третье приглашение на конференцию в Трое, а для его проезда в сопровождении Дёрпфельда было выделено 1200 марок. Некоторую растерянность Шлимана вызвало требование Бёттихера предоставить ему фотографический аппарат с принадлежностями, лопату, мотыгу и кирку, ибо он намеревался не менее восьми дней посвятить собственным раскопкам. Впрочем, Османский музей не позволил проводить раскопочной деятельности без получения специального фирмана. 12 сентября Дёрпфельд и Бёттихер встретились в Мюнхене и с девяти вечера до полуночи согласовывали круг обсуждаемых вопросов и условия поездки. Дёрпфельд был так раздражён, что предложил Шлиману пригласить на конференцию старшего по званию артиллериста, чтобы Бёттихер вспомнил о субординации. Подготовка конференции началась в октябре, здесь основные хлопоты пали на почётного консула США Фрэнка Калверта, семейные владения которого включали часть Гиссарлыка. Он закупал стройматериалы, складировал снаряжение, занимался строительством «Шлиманополиса», как иронически окрестили несколько сборных домиков для гостей. Поскольку удалось получить фирман на раскопки, Вирхов предложил провести предварительную разведку для поиска мест истинных троянских погребений, чтобы продемонстрировать разницу Бёттихеру и другим гостям. Шлиман согласился с логикой Вирхова, но копать Калверту не позволил. Через О. Бённдорфа Шлиман объявил, что призывает на раскопки сторонников теорий Бёттихера, которым будут компенсированы дорожные расходы в размере 800 марок, а проживание и питание на время конференции будут осуществляться за счёт организатора. Австрийская Академия решила командировать на конференцию Георга Нимана или Алоиза Хаузера; в конечном итоге на «Восточном экспрессе» выехал Ниман. Вирхов считал для себя неэтичным представлять Германию, а Шлиман рассчитывал на майора Бернгарда Штеффена, который имел опыт раскопок в Микенах, относился к тому же роду войск, что и Бёттихер, и был старше его по званию. Штеффен оказался от компенсации (увеличенной для него до 1000 марок), но взамен попросил устроить официальный отпуск. Французская академия надписей и изящной словесности командировала Жоржа Перро, которому было выдано 1200 франков на расходы. По его рекомендации, Академия настояла на кандидатуре Шарля Бабена как более компетентного в археологии. Фрэнк Калверт также вошёл в число делегатов.
Конференция проходила с 1 по 6 декабря 1889 года. Шлиман находился в Дарданеллах с начала ноября, работами фактически руководил десятник Яннис Лалудис, переименованный в Лаомендонта. Для нужд стройки через Societe Decauville Ain & in Evry-Petit-Bourg были закуплены ручные вагонетки, две стрелки и два шлагбаума, а также 300 метров узкоколейного рельсового пути. Здесь неожиданно возмутился Бёттихер, который настаивал, чтобы конференцию проводили третьи лица, а не Дёрпфельд и не Шлиман. Несмотря на осенние шторма, он прибыл на раскопки 30 ноября в компании Нимана и Штеффена; Дёрпфельд, который показывал руины Олимпии высокопоставленным визитёрам, успел приехать тремя днями ранее. Начало конференции продемонстрировало, что Бёттихер не разбирался в археологии и путался в терминологии. Он не верил, что толчёные раковины мидий добавлялись в сырьё для саманных кирпичей, и с недоверием встретил объяснения Шлимана, что в начале раскопок тот именовал «урнами» любые найденные сосуды. Вирхов также сетовал, что в первых публикациях Шлиман злоупотреблял просторечным немецким словом «прах» или «пепел», чем ввёл Бёттихера в невольное заблуждение. 4 декабря делегаты обедали у Калверта в Тимбре, и во время приёма Эрнст Бёттихер неожиданно заявил, что 5 декабря покидает раскопки. Он взял образцы почвы, и под давлением Штеффена и Нимана подписал протокол с заявлением, что увиденное на раскопках совпадает с описаниями в статьях и книгах Шлимана. Бёттихер был крайне недоволен своей поездкой; его собственная версия произошедшего была отвергнута научными изданиями и была опубликована только в книге 1911 года. Ниман и Штеффен 10 декабря дали в Константинополе пресс-конференцию, на которой заявили, что в Трое было человеческое поселение, а не «огненный некрополь». 19 декабря, находясь в Константинополе, Бёттихер опубликовал собственное коммюнике, в котором снял обвинение в фальсификации находок Дёрпфельдом, но выразил недовольство, что его собственные теории были объявлены необоснованными. Кроме того, он заявил, что его расходы на путешествие составили 2000 марок и потребовал от Шлимана возместить разницу. Тот написал Вирхову, что «злодей не получит ни пфеннига» сверх уже отправленной ему тысячи. Вирхов ответил, что цинизм Бёттихера граничит с безумием, и посоветовал полностью игнорировать любые претензии.

#### Вторая Гиссарлыкская конференция

Участники второй Гиссарлыкской конференции. Слева направо сидят: Фрэнк Калверт, Хамди-бей, Вальдстайн, Чарльз. Стоят: турецкий охранник, Рудольф Вирхов, Гремплер, Вильгельм, Халиль-бей, Эдит Калверт (племянница Фрэнка), мадам Бабен, Бабен, Шарль, Дунн, Фридрих фон, Карл Хуман

Получив поздравления с победой, Генрих Шлиман уже в середине декабря 1889 года запланировал вторую конференцию, которая должна была пройти в марте или апреле следующего года. Вирхов прочитал в Берлине серию лекций о результатах исследований Шлимана, в которой коснулся и теорий Бёттихера, разъяснив, что они основаны на устаревших данных из книги Шлимана 1880 года, а частично являются следствием нежелания Бёттихера учитывать критику и работать с источниками в поле. Протокол конференции был выпущен в Лейпциге в феврале 1890 года тиражом 125 экземпляров, из которых по 30 было передано Ниману, Штеффену и Дёрпфельду, а 25 Шлиману. Вирхову полагалось три экземпляра, и два — Бёттихеру. Редактированием текста занимался Ниман, за что получил от Шлимана 300 марок гонорара; это вызвало запрос Бёттихера к Австрийской академии наук в Вене, действительно ли Ниман был официально командирован в Трою. 50 допечатанных экземпляров протокола Брокгауз разослал по редакциям газет. Тем временем, австрийское Антропологическое общество, заслушав отчёт Нимана о поездке в Трою, постановило «повторно вопросы полемики между Шлиманом и Бёттихером не рассматривать». К тому времени гауптман стал заявлять, что Шлиман и Эмиль Бюрнуф уничтожили все следы, подтверждающие его правоту, ещё в 1870-е годы. Шлиман, построив городок на Гиссарлыке, и вложив в организацию от 12 до 16 тысяч марок (по оценке разных газет), решил провести дополнительные раскопки. Уже в январе 1890 года было ясно, что на новую конференцию прибудут американский и французский представители — Чарльз Вальдстайн и Шарль Бабен. Немецкий посол фон Радовиц и директор Османского музея Хамди-бей ускорили процесс выдачи фирмана для поиска и исследования некрополей Трои.
С начала марта 1890 года Шлиман проводил раскопки на Гиссарлыке, а прибывший 14 марта с Кипра Дёрпфельд возводил узкоколейку. Это был ключевой для троянской археологии раскопочный сезон, который подарил находки новокаменного века и позволил заново выстроить стратиграфию археологических слоёв и найти керамику микенского типа. Фридрих фон Дунн и супруги Бабен прибыли в Дарданеллы в начале марта, 27 и 28 числа приехали Хамди-бей и Ч. Вальдстайн. Конференция была официально начата в среду, 26 марта, а 30 числа восемь её официальных участников (Бабен, Вальдстайн, Вирхов, Гремплер, фон Дунн, Калверт, Хамди-бей, Хуман) поставили свои подписи под протоколом, немедленно отправленном Брокгаузу и в газету «Таймс». В тот же день участники ездили в Тимбру — поместье Фрэнка Калверта — и посетили археологические памятники в Ханай Тепе и Бунарбаши.
Эрнст Бёттихер категорически отказался признавать резолюцию второй Гиссарлыкской конференции. 19 мая Шлиман раздражённо писал Вирхову, что «Бёттихер будет полемизировать, пока его, наконец, не пристрелят». Тем большим контрастом являлось письмо Шлимана Вирхову от 5 августа, в котором Генрих сообщал, что Бёттихер был прав: налитая в неглазурованные пифосы вода быстро испарялась на солнце через пористую поверхность стенок. Раскопки в Трое были завершены 27 июля. В начале августа 1890 года в Берлине за счёт автора вышла книга Бёттихера «Гиссарлык как он есть», которая включала протоколы обеих Гиссарлыкских конференций с собственными его комментариями. Также в книгу вошли материалы газетных публикаций Бёттихера и полемика с Георгом Ниманом. Шлиман, несмотря на ухудшение здоровья, очень серьёзно отнёсся к новой аргументации своего недруга, и просил о содействии Вирхова и Штеффена. Вирхов, как обычно, рекомендовал не упоминать имени Бёттихера. 23 декабря Дёрпфельд огласил план раскопок Трои на следующий, 1891 год, на заседании Немецкого археологического института в Афинах. Шлиман не успел получить об этом известий: 26 декабря 1890 года он скончался в Неаполе.

### После кончины Шлимана

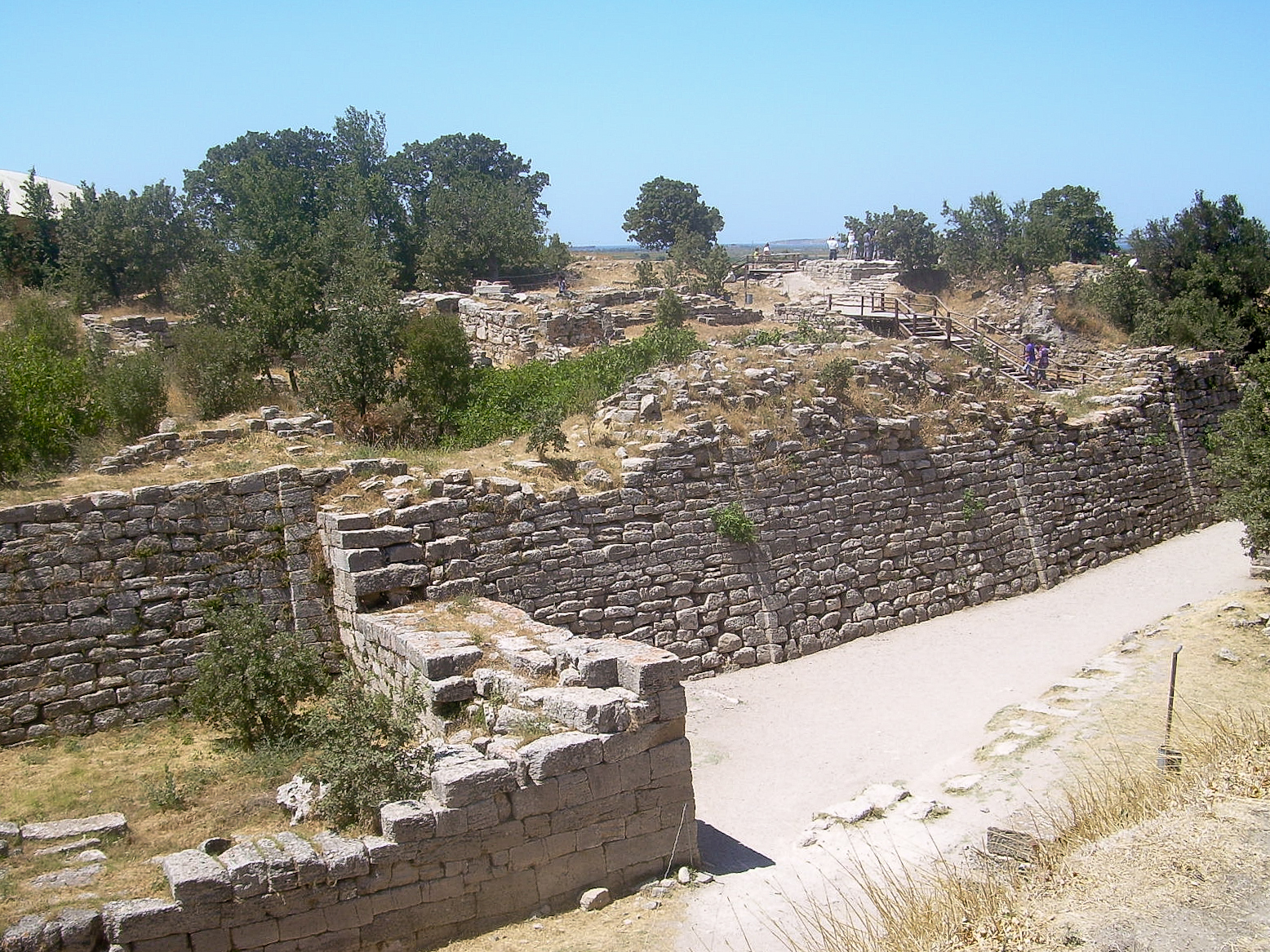
Стены города микенской эпохи на Гиссарлыке — археологический слой Троя VI

Параллельно эпохальным находкам Шлимана и Дёрпфельда в Трое, Карл Хуман успешно вёл исследование Пергамского алтаря. Неугомонный Бёттихер и это место провозгласил огненным некрополем, чем вызвал весьма нелицеприятные эпитеты в переписке исследователей. В окончательном отчёте о раскопках на Гиссарлыке 1894 года, Вильгельм Дёрпфельд прямо заявил, что противопоставлять любые аргументы Бёттихеру «ниже его достоинства». Впрочем, это не сказалось на активности самого гауптмана, который продолжал публиковать статьи в поддержку своей гипотезы и критиковать методы раскопок в Трое. Большой неожиданностью для него стало ассигнование 30 000 марок на завершение троянских раскопок по личному распоряжению кайзера Вильгельма II. К тому времени окончательно стало ясно, что целью Шлимана — гомеровской Троей — был археологический слой VI. Согласно поздним воспоминаниям Дёрпфельда, Генрих был готов признать это ещё летом 1890 года, но об этом так и не было объявлено публично. Бёттихер поспешил представить императору собственный труд, в котором повторял свои теории и осмеивал заключения Дёрпфельда. Это спровоцировало довольно оживлённую дискуссию в издании «Allgemeine Konservative Monatsschrift für das christliche Deutschland». Судьба рукописи была печальнее: в ноябре 1894 года она была рассмотрена дирекцией Королевских музеев. Заключение было поручено написать Герману Виннефельду, который заявил, что Бёттихер продемонстрировал «уникальную беспринципность в сочетании с ещё бо́льшим невежеством». Рукопись была возвращена автору. Не ответил Бёттихеру и Г. Эберс.
Энтузиазма Бёттихера ничто не могло остановить. Несмотря на отказы издателей, в 1911 году, почти через тридцать лет после начала полемики, Эрнст Бёттихер выпустил свою книгу о Трое как об огненном некрополе. Судя по предисловию, рукопись была готова ещё в 1906 году. Также в 1908 году была анонсирована монография «Илион — алтарь поклонения Солнцу и его огненный некрополь», рукопись которой так и не вышла в свет и была утрачена. Более поздних публикаций на эту тему М. Завадиль не было выявлено. В тональности книги «Троянский подлог» много примечательного, прежде всего, её политизированность. Ещё в 1909 году Бёттихер-журналист выпустил статью «Английская политика лицемерия и вероломства», в которой использовал те же самые эпитеты, что и в своих археологических публикациях. Ареал огненных некрополей в древнем мире был расширен автором вплоть до кельтских поселений в Германии и египетского Карнака. О его самомнении, напоминавшем шлимановское (что не исключало жалоб на одиночество), свидетельствует, что когда в 1905 году началась разработка золота на Фасосе, он гордился, что инициирован этот проект был одной из его газетных статей десятилетней давности. Переписка Бёттихера показывала, что он чрезмерно преувеличивал своё значение в научных кругах. Неудивительно, что дискуссия об огненных некрополях прекратилась после смерти Шлимана и её не смогли возобновить даже новые публикации Бёттихера.

## «Герой» Шлиман и «безумный учёный» Бёттихер: профессионализм и дилетантизм в науке

### Академический габитус и археология

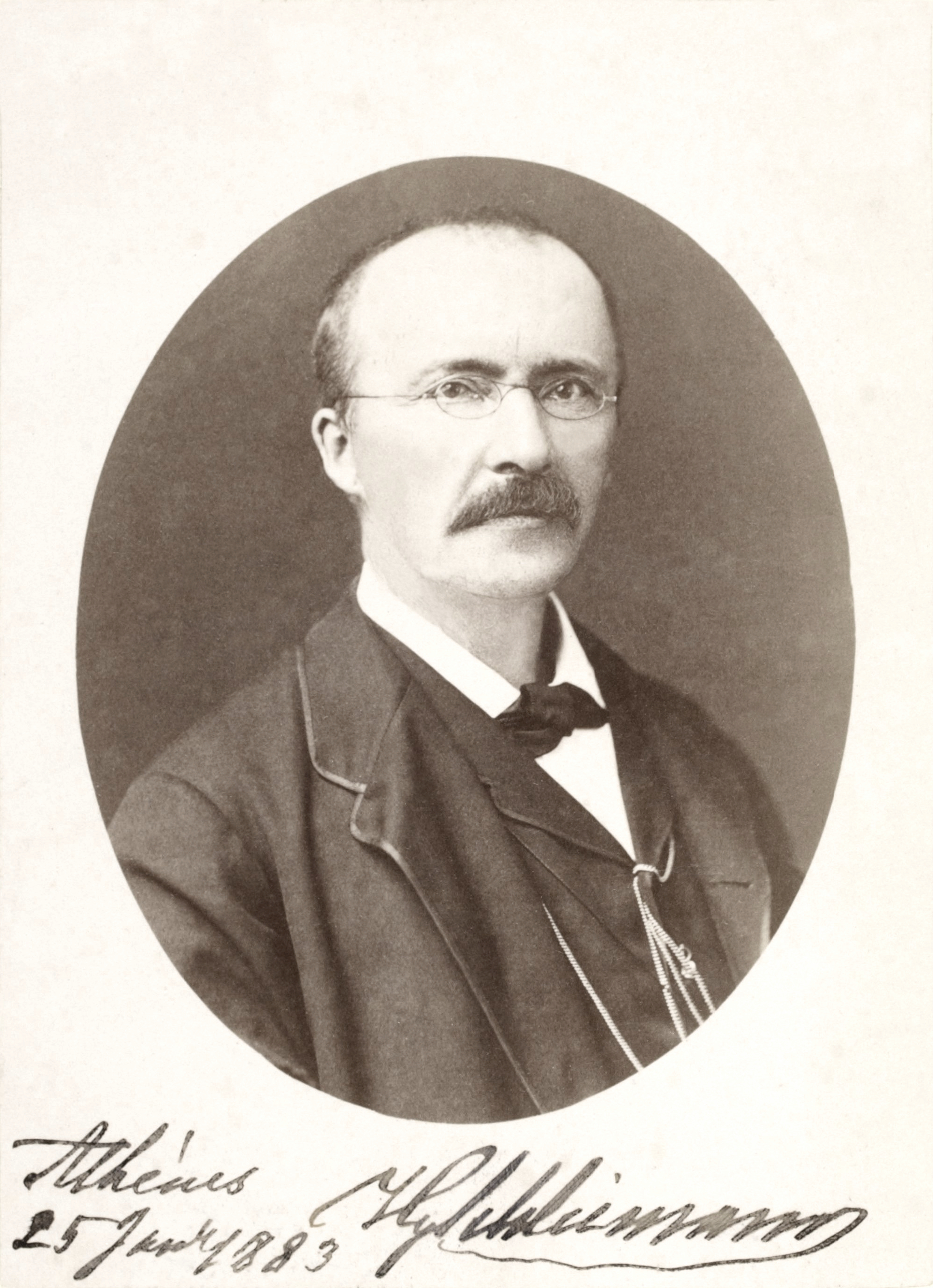
Генрих Шлиман. Фото 1883 года

В XXI веке казус Эрнста Бёттихера стал исследоваться немецкими учёными, которые занимались вопросами вклада дилетантов в развитие науки. Специальные исследования любительской археологии после 1996 года представил Ульрих Эверман. Обобщая ряд исследований, Матиас Юнг пришёл к выводу, что в основе различий между учёным, признанным в академической среде, и любителем, лежит понятие габитуса. Археология — это дисциплина, которая требует сбора и оценки данных, находящихся в разных сферах эмпирического знания; кроме того, сама по себе раскопочная работа требует существенной интерпретации. Если под научной деятельностью понимать методически регламентированное познание реальности, то профессиональная социализация требует в первую очередь обучения определённому габитусу. Хороший специалист по раскопкам совершенно не обязательно будет компетентным аналитиком и наоборот.
Матиас Юнг, сравнивая становление личностей Шлимана и Бёттихера, отмечал, что оба они отличались умом, начитанностью, разносторонностью интересов и бурным темпераментом, проявлявшимся в полемике. Ни Шлиман, ни Бёттихер не имели систематического высшего образования. Генрих Шлиман в учебный семестр 1866 года прослушал несколько курсов в Сорбонне; на приобретение эмпирического габитуса университет не оказал ни малейшего влияния, поскольку этот процесс требует большого времени и погружения в университетскую среду. Интерес Бёттихера именно к археологии следует считать случайным, полученным в ходе попытки устроить свою жизнь после отставки с военной службы. Из переписки Шлимана следует, что он испытывал пиетет перед академической наукой, стремился к признанию в среде учёных, и активно использовал свои капиталы, чтобы нанимать специалистов для оценки своих работ. Шлиман осознавал границы своей компетентности и охотно учился у специалистов, авторитет которых признавал, подобно Курциусу или Вирхову. Здесь проявился его габитус предпринимателя, включающий предельную точность, самодисциплину, аккуратность в ведении документации. Это принципиально отличалось от стратегии Бёттихера, который, насколько можно судить из сохранившихся источников, никогда не обращался к специалистам за советами, а стремился использовать их авторитет, чтобы подтвердить выдвинутые им теории. Дилетантизм Шлимана выражался в противопоставлении им полевых раскопок и кабинетной интерпретации, ибо он наивно полагал, что находки, будучи материальными остатками древних эпох, «говорят сами за себя». Найдя по гомеровским текстам некие древние поселения, Шлиман считал, что полностью подтвердил истинность сообщений античных источников, в том числе легендарных. Иоахим Херман в биографии Шлимана отмечал, что шлимановские полевые исследования документированы образцово, и контрастируют с его теоретической беспомощностью, предвзятостью и склонностью к упрощениям. Изменение этой позиции происходило постепенно, главным образом, в результате общения с Рудольфом Вирховым. Эдуард Мейер отметил, что во время майских раскопок 1879 года Вирхову удалось привить Шлиману стиль научного мышления на личном примере. В результате Шлиман в последнее десятилетие жизни научился не только противостоять критике, но и принимать рациональные постулаты критиков и пересматривать в их свете собственные заключения. В этом также проявлялась разница с Бёттихером, который никогда не менял раз и навсегда высказанных взглядов. Отчасти, вероятно, это проистекало от отсутствия авторитетного наставника, каким стал для Шлимана Вирхов. Смог ли Бёттихер отказаться в таких условиях от гипотезы огненного некрополя, как Шлиман накануне кончины признал свою ошибку с датировкой гомеровской Трои, остаётся совершенно непроверяемым.

### Формирование репутации: герой и антигерой

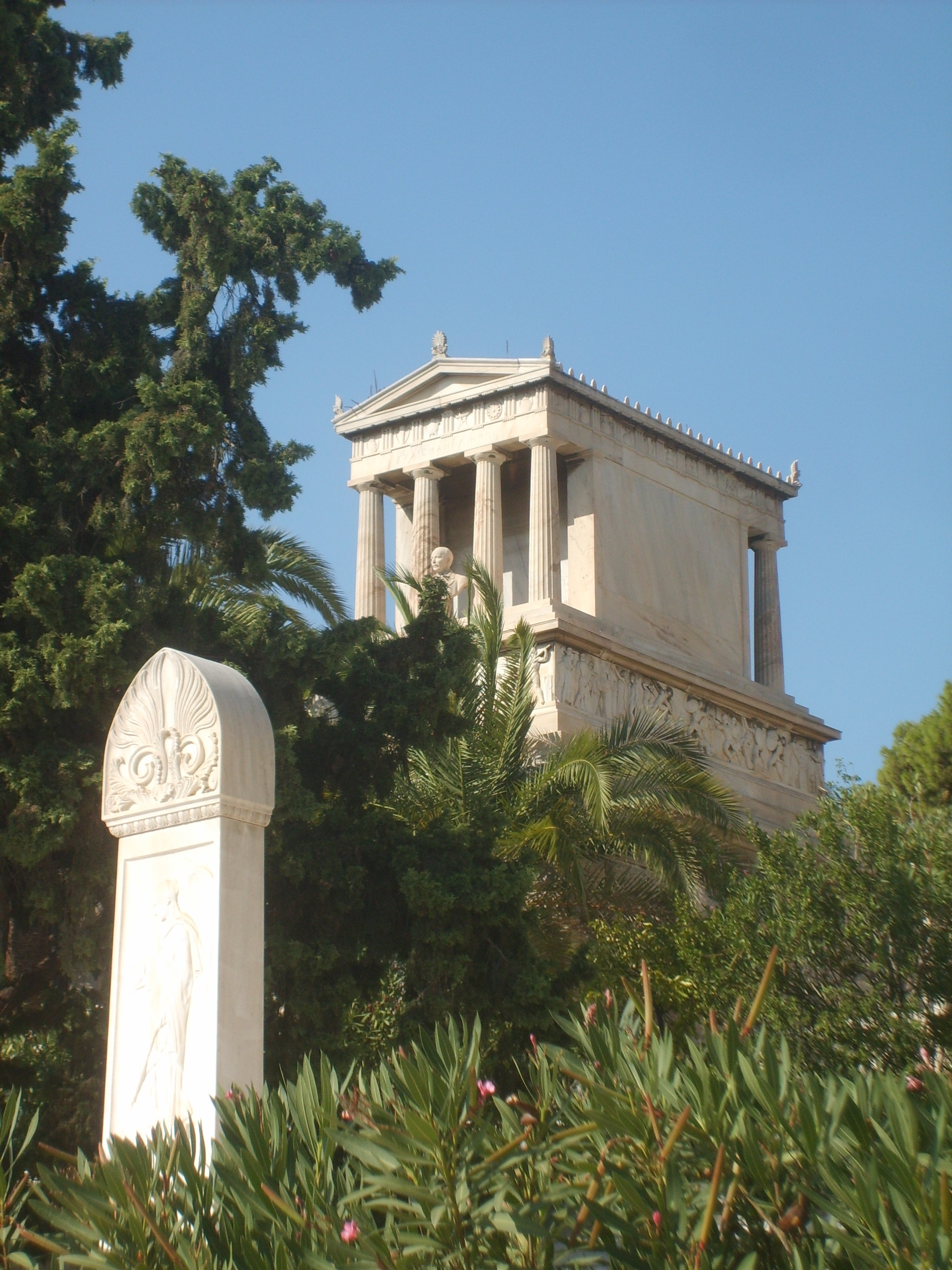
Мавзолей Шлимана. Вид с северной стороны

Специальное исследование формирования противопоставляемых друг другу репутаций Шлимана и Бёттихера было опубликовано в 2018 году Матиасом Юнгом и Стефани Самида. Исследователи отмечали, что в последней трети XIX века в условиях господства классических дисциплин в университетах, археологии как академической дисциплины не существовало. Классическая археология была дальнейшим развитием антикварианизма, с которой мало соотносились полевые практики. Несмотря на эрозию идеала классической античности, сформулированного Винкельманом, выработанная им типология истории искусства довлела над исследователями древней истории. Собственно, археологи-классики занимались поисками произведений античного искусства и (в Египте) папирусных литературных текстов. Шлимановские открытия на Гиссарлыке и в Микенах 1870-х годов крайне медленно укоренялись в научном сообществе, поскольку новооткрытые культуры не вписывались в устоявшуюся картину, а методов исследования праистории ещё не было выработано, и они были уделом немногих любителей. Открытия свайной культуры в Швейцарии и неандертальцев близ Дюссельдорфа в середине XIX века были совершены частными лицами. Создание по инициативе Р. Вирхова в 1869 году Берлинского общества антропологии, этнографии и первобытной истории способствовало повышению авторитета археологических штудий и сильно расширило тематический и исследовательский ареал этой дисциплины. Вирхов же сделался важнейшим посредником между академическими кругами и частными энтузиастами, организованными в гигантском числе ассоциаций, клубов и обществ, чаще всего, объединённых идеями древнегерманской исключительности и немецкого национализма. Шлиман, активно использовавший прессу, иллюстрированные издания и выступления на публичных площадках, способствовал институционализации нового раздела археологии, который был принят академической наукой далеко не сразу. Лев Клейн считал, что шлимановские открытия сыграли выдающуюся роль в развитии археологии, поскольку связали воедино разрозненные ранее доисторические, древневосточные и эллинские исследования. До времени деятельности Шлимана и Вирхова в археологии господствовало понятие «эпоха», перешедшее из геологии. Взамен было введено понятие «типуса» (в терминологии Вирхова) или «цивилизации» (французский термин, используемый Шлиманом) — целостной территориально-этнической привязки памятников.
Генрих Шлиман сознательно выстраивал рекламу своей деятельности и проводил последовательную политику её героизации. Открытие «Клада Приама» в 1873 году сделалось мировой сенсацией, но не привело к серьёзному восприятию его открытий учёными авторитетами. Легитимизация его открытий велась, по оценке С. Самида и М. Юнга, в русле «неогуманистического ценностного канона образованного буржуазного класса». Кульминацией этого процесса стало захоронение Шлимана в специальном мавзолее, построенном в соответствии с античными канонами, и снабжённом посвящением «Герою Шлиману» (др.-греч. ΗΡΩΙ ΣΧΛΙΜΑΝΝΩΙ).
Эрнст Бёттихер был ближе к классическому идеалу героя, поскольку состоял на военной службе и был участником двух войн. Выработанная им стратегия продвижения своих идей демонстрировала черты упорства, переходящего в навязчивость. Выдвинув гипотезу «огненного некрополя», он пытался применять её к любым археологическим объектам древнего мира, что не могло не вызывать насмешек. Так, в 1887 году Роберт Колдевей неверно истолковал находки городищ в Сургуле и Эль-Хибе (Месопотамия), и заявил, что обнаружил «огненные некрополи». Однако вместо того, чтобы использовать публикацию Колдевея в своих целях, Бёттихер начал борьбу за приоритет своего открытия «огненных некрополей» на Гиссарлыке, осуществлённого «духовным оком». Он не понимал, что Колдевей использовал данное понятие для описания результатов раскопок, тогда как сам отставной гауптман стремился доказать существование общего для древних культур Анатолии и Ближнего Востока ритуала трупосожжения, и использовал понятие Feuernekropole как родовое. Использованная Бёттихером стратегия героя-одиночки (он любил цитировать Гёте в своей переписке) была ошибочной для эпохи революционных изменений в археологической науке; в конечном счёте статус кабинетного учёного, который он стремился обрести, работал против него. В силу психологических особенностей, Бёттихер легко переходил на личности в общении, пытаясь дискредитировать добросовестность и компетентность своих оппонентов. Со временем он стал приверженцем теории заговора, и объявил, что Шлиман, Вирхов и Дёрпфельд массово искажают результаты раскопок. Все свои «аргументы» он изложил в книге «Троянский подлог», увидевшей свет за его собственный счёт в 1911 году. По мнению М. Юнга и С. Самида, в этом выразились типические черты деятельности непрофессионала в науке.
Факт, что агрессивный дилетант Э. Бёттихер остался в истории науки, по мнению М. Юнга и С. Самида, объясняется тем, что он сыграл роль «катализатора» в процессе признания открытий Шлимана профессиональным сообществом. Специалисты, ознакомившись с полемикой Шлимана и Бёттихера, не могли не защищать позиций Шлимана. После его смерти Эрнст Бёттихер вообще перестал выбирать выражения, чем окончательно разрушил свою репутацию. Примечательно, что современники активно использовали в этой ситуации метафору Троянской войны, которая проецировалась на Гиссарлыкские конференции: Шлиман — «владетель Трои», Бёттихер — «предводитель ахейцев». Знаковой стала публикация в берлинском сатирическом журнале «Kladderadatsch». На карикатуре Шлиман представал одновременно как «владыка Приамова града» и его «Колумб», а «артиллерийский гауптман» Бёттихер развлекал его салютами.

## Историография
Эрнст Бёттихер остался в истории науки лишь благодаря своей полемике со Шлиманом, которую продолжал вести и после его кончины. Первое монографическое исследование этой полемики было выпущено в свет лишь в 2009 году. Книга Микаэлы Завадиль включала первую подборку биографических сведений, а также публикацию и исследование материалов Бёттихера и двух Гиссарлыкских конференций 1889—1890 годов. Рецензент — Мориц Кинзель — отмечал высокое качество текстологической работы, и выделял попытку М. Завадиль ответить на вопрос, в каком направлении двинулось бы развитие троянской археологии, если бы Шлиман последовал советам Р. Вирхова и В. Дёрпфельда, и не отреагировал на публикации Э. Бёттихера. Автор пришла к выводу, что именно некорректная в выражениях «атака» Э. Бёттихера способствовала интересу научных кругов к троянской археологии и способствовала внедрению стратиграфического метода В. Дёрпфельда, который позволил в 1890-е годы точно датировать находки на Гиссарлыке. В рецензии Стефани Самида (Тюбингенский университет) подчёркивается, что выход в свет книги о Бёттихере демонстрирует, что даже в начале XXI века в биографии его оппонента — Шлимана — остаётся немалое число белых пятен. Представленная в прессе и опубликованных монографиях картина полемики Бёттихера и Шлимана отличается от аргументации и оценок, предстающих из личной переписки участников дискуссии. Огромным достоинством признаётся жизнеописание Бёттихера, о личности, образовании и круге интересов которого до публикации книги Завадиль было неизвестно вообще ничего. Особого упоминания удостоился корпус переписки, в который вошло 219 писем; более 180 собственных посланий и заметок Бёттихера были опубликованы впервые. Напротив, недостатком книги названа чрезмерная сосредоточенность на личности главного героя, из-за чего не удалось проанализировать конфликт Бёттихера со Шлиманом как типичный в контексте взаимоотношений Шлимана со своими оппонентами.

## Публикации
Примечание: Представительная библиография приведена в монографии М. Завадиль
- Schliemann’s Troja eine urzeitliche Feuernekropole // Das Ausland. — 1883. — Bd. 56, Nr. 51 (17. Dezember). — S. 1010—1015; Nr. 52 (24. Dezember). — S. 1028—1030.
- Tiryns und Hissarlik als Feuer-Nekropolen von terrassiertem Aufbau // Zeitschrift für Museologie und Antiquitätenkunde. — 1884. — Bd. 7, Nr. 21 (15. November). — S. 161—168.
- Die Feuer-Nekropole Hissarlik und Schliemanns Architekt Herr Dr. W. Dörpfeld // Zeitschrift für Museologie und Antiquitätenkunde. — 1884. — Bd. 7, Nr. 24 (31. Dezember). — S. 189—191.
- Hissarlikllion, Protokoll der Verhandlungen zwischen Dr. Schliemann und Hauptmann Boetticher, 1.—6. December 1889… :  [нем.]. — Leipzig : F. A. Brockhaus, 1890. — 19 S.
- Hissarlik wie es ist, fünftes Sendschreiben über Schliemann’s «Troja» von Ernst Boetticher. Auf Grund der Untersuchungen vom 1. bis 6. Dezember 1889 und im Frühjahr und Sommer 1890. Nebst Protokoll der Zeugen… :  [нем.]. — Berlin : im Selbstverlage des Verfassers, 1890. — 115 S.
- Hissarlik als Feuernekropole // Zeitschrift für bildende Kunst N. F. — 1889/90 — Bd. 1, Nr. 11 (August). — S. 333—339.
- Troja oder Feuernekropole. I. Babylonische Feuernekropolen // Zeitschrift für Volkskunde (Leipzig). — 1890/91. — Bd. 3. — S. 61—74 (Вторая часть не была опубликована).
- Schliemann’s Troja und Virchow’s Forschung // Der Stein der Weisen (Wien). — 1893. — Bd. 9. — S. 199—209, 232—240, 266—274.
- Der trojanische Humbug : beleuchtet von Ernst Bötticher… :  [нем.]. — Berlin : im eigenen Verlag, 1911. — XXXIII, 258 S. — 54 fig.

### Комментарии
1. ↑  Второе имя и фамилия при жизни имели форму написания Carl Boetticher; варианты «Karl» и «Bötticher» использовались намного реже[1].
2. ↑  Типологию героики в науке сформулировала доцент университета Базеля Моника Моммерц. В числе признаков героя приводились следующие[60]:
  1. Исключительный характер полученного знания, новаторство которого, зачастую, не воспринимается современниками;
  2. Отстранённость от сиюминутных интересов;
  3. Абсолютная преданность научной работе, которая воспринимается как призвание и образ жизни, диктуемые высшими силами;
  4. Готовность рисковать здоровьем и жизненным благополучием (вплоть до социальной и физической смерти) во имя торжества знания;
  5. Мужество отстаивать свои взгляды перед лицом духовных или светских властей, и прочих могущественных сил;
  6. Темперамент бойца и воина.